# Notodoma globatum
Notodoma globatum är en skalbaggsart som beskrevs av Sylvain Auguste de Marseul 1855. Notodoma globatum ingår i släktet Notodoma och familjen stumpbaggar. Inga underarter finns listade i Catalogue of Life.